# Triglochin gaspensis
Triglochin gaspensis är en sältingväxtart som beskrevs av Lieth och Doris Benta Maria Löve. Triglochin gaspensis ingår i släktet sältingar, och familjen sältingväxter. Inga underarter finns listade.